# Timmy Simons
Timmy Simons (Diest, 11 de dezembro de 1976) é um treinador e ex-futebolista belga que atuava como volante ou zagueiro. Atualmente comanda o Westerlo.
Com mais de 900 partidas disputadas por clubes e Seleção, Simons é o belga com mais partidas oficiais na história do futebol. Pela Seleção Belga, o volante disputou um total de 95 jogos entre 2001 e 2016, tendo marcado seis gols. Além disso, representou seu país na boa campanha na Copa do Mundo FIFA de 2002.

## Títulos
Brugge
- Copa da Bélgica: 2001–02, 2003–04 e 2014–15
- Supercopa da Bélgica: 2002, 2003, 2004 e 2016
- Jupiler Pro League: 2002–03, 2004–05, 2015–16 e 2017–18
- Copa Jules Pappaert: 2005

PSV Eindhoven
- Eredivisie: 2005–06, 2006–07 e 2007–08
- Supercopa dos Países Baixos: 2008

### Prêmios individuais
- Craque da Jupiler Pro League: 2000–01
- Chuteira de Ouro da Bélgica: 2002
- Futebolista Belga da Temporada: 2002–03